# Йозеф Мургаш
Йозеф Мургаш (на словашки: Jozef Murgaš; на английски: Joseph Murgas; 17 февруари 1864 г., Тайов, Австрийска империя (днес в Банскобистрицки край на Словакия) – 11 май 1929 г., Уилкс Бар, Пенсилвания, САЩ) е словашки изобретател, архитект, художник, колекционер, римокатолически свещеник.
Мургаш е пионер в използването на безжичния телеграф, внесъл голям принос в бъдещото развитие на мобилните комуникации и безжичното предаване на информация и човешки глас. Един от първите, които използват честотна модулация в радиотелеграфията.

## Биография
През 1880 – 1882 г. изучава теология в Пресбург (сега Братислава), Естергом (1882 – 1884) и до 1888 г. – в Банска Бистрица. От малък има талант за рисуване, естествени науки и техника.
След ръкополагането си в свещенически сан през 1888 г. служи като викарий. По инициатива на художника Доминик Скутецки, обърнал внимание на неговия художнически талант, Мургаш е приет в училище за живопис в Будапеща, където се обучава от 1889 до 1890 г. След това продължава с изучаването на живопис в Мюнхен (1890 – 1893). Рисува сакрални фигури и пейзажи, и портрети на видни личности от Словакия. Изрисува олтарните пратна във всички костели, в които е служил като свещеник.
Поради постоянните конфликти с епископите, през 1896 г. Мургаш е принуден да емигрира в САЩ, където е назначен в словашката енория в град Уилкс Бар, Пенсилвания. Без да има възможност да рисува живопис, Мургаш отново се обръща към природни науки – основно към електротехниката.
Основава лаборатория в Уилкс Бар, в която започва да провежда експерименти в областта на радиотелеграфията. През 1904 г. получава първите си два американски патента за устройства за безжична телеграфия.
В периода 1907 – 1916 г. получава още 15 патента. Получавайки първите 2 патента, Мургаш основава Universal Aether Telegraph Co, която през септември 1905 г. провежда публично изпитание на приемо-предаването на информация с негов апарат. Тестът преминава успешно, 3 месеца по-късно обаче ураган унищожава антенните мачти, което довежда до ликвидирането на компанията му.
Все още свещеник, Мургаш се грижи за словашките имигранти и започва изграждането на нова църква в Уилкс Бар, създава библиотеки, гробища, няколко училища, спортна зала и площадки, които се използват. Издава вестник, в който публикува някои свои научнопопулярни статии и стихове.
Мургаш взема активно участие в националното движение на словашката емиграция, пише статии за вестници, става един от основателите на Словашката лига в Америка, активно подкрепя създаването на независимата държава Чехословакия, организира набиране на средства във фонд на американските словаци за създаването ѝ, подписва Питсбъргското споразумение (1918 г.) между чехи и словаци за създаването на единната държава Чехословакия.
През свободното си време продължава да се занимава с въпроси на физиката, провежда много експерименти. За това го наричат Радиосвещеника. Във връзка с липсата на финансиране на изследователската си дейност, ползва средства, получени от продажбата на свои картини. Също така е колекционер на растения, минерали и насекоми. Колекцията му от пеперуди се състои от 9000 екземпляра от всички краища на света.
Началото на Първата световна война и забраната в САЩ на частните радиотелеграфни станции слага край на дейността на Мургаша в тази област.
След създаването на Чехословакия, през 1920 г. той се завръща в родината си. Става преподавател по електротехника в гимназия, но тъй като не намира подкрепа и разбиране за изследователската си работа от страна на Министерството на образованието в Прага, 4 месеца по-късно се завръща в САЩ.
През 1925 г. става член на Федералната комисия за радио в САЩ. Умира в Уилкс Бар 4 години по-късно.
Някои патенти от периода 1904 – 1916 г.
- Щатски патент 759 825 „Wireless-telegraph apparatus“ (1904)
- Щатски патент 860 051 „Constructing Antennas for Wireless Telegraphy“ (1907).
- Щатски патент 848 675 „Wave meter“ (1907)
- Щатски патент 848 676 „Electrical transformer“ (1907)
- Щатски патент 860 051 „Underground wireless telegraphy“
- Щатски патент 876 383 „Apparatus for making electromagnetic waves“ (1908)
- Щатски патент 915 993 „Wireless telegraphy“ (1909)
- Щатски патент 917 103 „Making of sparkles frequency from power supply without interrupter“ (1909)
- Щатски патент 917 104 „Magnetic waves detector“ (1909)
- Щатски патент 930 780 „Magnetic detector“ (1909)
- Щатски патент 1 001 975 „Apparatus for making electrical oscillations“ (1911)
- Щатски патент 1 034 739 „Spinning reel for fishing rod“ (1912)
- Щатски патент 1 196 969 „The way and apparatus for making electrical alternating current oscillations“ (1916)

## Наследство
- На Йозеф Мургаш са издигнати паметници в Братислава (Словакия) и Уилкс Бар (САЩ),
- На неговото име са наречени улица в Подбрезова (окръг Брезно) в Словакия и електротехническото училище в Банска Бистрица,
- През 1944 г. в САЩ на него е кръстен транспортния параход „Джоузеф Мургаш“
- Първата възпоминателна марка, посветена на 10-годишнината от смъртта на Йозеф Мургаш излиза през септември 1939 г.
- Втората пощенска марка е издадена през 1994 г. по повод 130-годишнината от рождението му от Министерството на транспорта, комуникациите и обществените работи на Словашката република.
- В негова чест е учредена ежегодна награда за оригинален теоретичен принос в подкрепа на развитието на телекомуникационните услуги в Словакия, теоретичен принос в развитието на телекомуникациите и телекомуникационната индустрия в Словакия.
- На Йозеф Мургаш е наречена улица в квартал „Къро“ в София (Карта).